# Walentin Petrowitsch Katajew

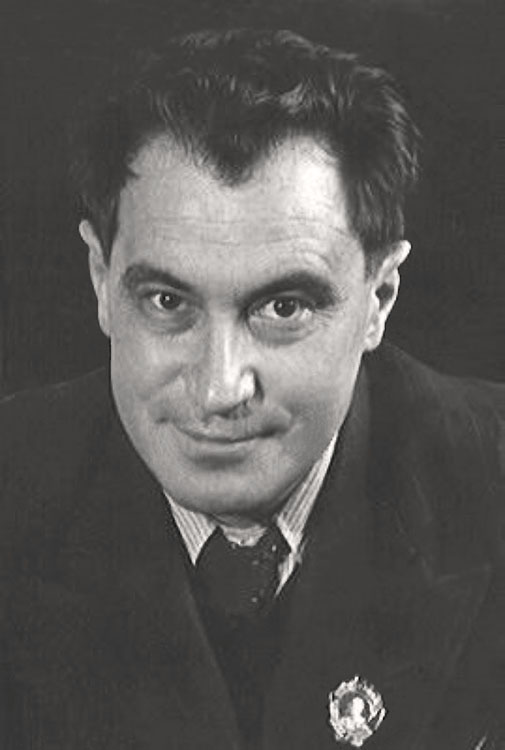
Walentin Katajew

Walentin Petrowitsch Katajew (russisch Валентин Петрович Катаев, wiss. Transliteration Valentin Petrovič Kataev; * 16. Januarjul. / 28. Januar 1897greg. in Odessa; † 12. April 1986 in Moskau) war ein sowjetischer Schriftsteller.

## Frühwerk
Katajews war Sohn eines Lehrers. Seine erste literarische Gehversuche waren Kurzgeschichten, die er ab 1916 zu verfassen begann, bereits 1910 jedoch hatte er in einer Tageszeitung sein erstes Gedicht Herbst veröffentlicht. Nach der Oktoberrevolution trat er in die Rote Armee ein, die er 1920 verließ, um Journalist in seiner Heimatstadt Odessa zu werden.
1922 zog Katajew nach Moskau und wurde Mitarbeiter beim Satiremagazin Gudok (Die Pfeife), gemeinsam mit Ilja Ilf, Michail Bulgakow, Michail Soschtschenko und seinem Bruder, dem ebenfalls als Schriftsteller erfolgreichen Jewgeni Petrow, der in Zukunft zusammen mit Ilja Ilf arbeiten sollte.
1926 erschien, nach einigen vereinzelten Kurzgeschichten der frühen 20er Jahre, Katajews erster Roman Die Defraudanten. Der satirische Roman in der Tradition Gogols, in dem die Geschichte zweier Angestellter eines Konzerns erzählt wird, die gemeinsam eine Summe Geldes unterschlagen und sich damit auf die Suche nach der „High Society“ machen, war zugleich sein Durchbruch. Bereits 1929 wurde er als „Die Defraudanten“ von Alfred Polgar dramatisiert und war im Berliner Theaterwinter 1930/31 ein so großer Erfolg, dass er 1931 als „Der brave Sünder“ von Fritz Kortner mit Max Pallenberg und Heinz Rühmann verfilmt wurde.
Am 28. September 1928 feierte in Moskau seine Komödie „Квадратура круга“ („Quadratur des Kreises“) Premiere, zugleich seine erste dramatische Arbeit. Es ist ein Stück über zwei Ehepaare mit ehelichen Problemen, die sich aufgrund der Wohnungsnot im Moskau der 1920er ein Zimmer teilen müssen. Fast das gesamte Frühwerk Katajews ist satirisch oder komödiantisch gefärbt. Im Zentrum von Katajews Aufmerksamkeit standen dabei vor allem die sozialen Bedingungen in der Sowjetunion der nachrevolutionären Zeit.

## Stalinismus und Krieg
Anfang der 1930er reiste Katajew zusammen mit dem Dichter Demjan Bedny zum Bauplatz eines Wasserkraftwerks am Dnepr und besuchte landwirtschaftliche Kollektive an Don und Wolga. Bei der Weiterreise durch den Ural erreichten sie auch Magnitogorsk, eine ab 1929 neu errichtete Stahlstadt, die ihn so tief beeindruckte, dass er dort einige Zeit blieb.
Mit dem endgültigen Verblassen der postrevolutionären Leichtigkeit durch die Etablierung des Stalinismus in der UdSSR wandte sich Katajew von der Satire ab und schlug ernsthaftere Töne in seinem Werk an. Seine Reise durch das Land und sein Aufenthalt in Magnitogorsk waren die Basis für den Roman „Время, вперёд!“ („Im Sturmschritt vorwärts!“), in dem sich Einflüsse von John Dos Passos wiederfinden lassen, über eine Arbeitsbrigade, die den Weltrekord im Betongießen brechen will. Der Roman gilt als Klassiker der Sowjetliteratur. Mit seinem nächsten Roman Es blinkt ein einsam Segel von 1936 verfasste er einen weiteren Klassiker, der bis heute sein wohl bekanntestes Werk darstellt, es behandelt die revolutionären Ereignisse von 1905 aus der Sicht zweier Schuljungen aus Odessa. Der halb autobiographische Roman ist in zahlreiche Sprachen übersetzt und mehrfach verfilmt worden.
1937 veröffentlichte er den Roman Ich, ein Sohn des arbeitenden Volkes, den er 1939 gemeinsam mit Sergei Prokofjew zur Oper „Semjon Kotko“ umarbeitete.
Während des Großen Vaterländischen Krieges, also dem Zweiten Weltkrieg, war Katajew Kriegsberichterstatter für die „Prawda“ und die „Krasnaja Swesda“. Seine Erfahrungen als Kriegsberichterstatter mündeten 1945 in den im Folgejahr mit dem Stalinpreis ausgezeichneten Roman Sohn des Regiments, der Geschichte eines Waisenkindes, das von einem Regiment adoptiert und zum Kriegshelden wird, ein weiterer Roman vor dem Kriegshintergrund, In den Katakomben von Odessa, erschien 1949 und porträtiert Odessa, als sich die Bürger der Stadt nach dem deutschen Angriff in die Katakomben zurückzogen, um von dort aus den Partisanenkampf gegen die Besatzer zu führen.

## Tauwetter und Spätwerk
1955 gründete er das Magazin Junost (Jugend), das er bis 1962 betreute, dort veröffentlichte er auch erste Texte von Autoren der Tauwettergeneration, z. B. Jewgeni Jewtuschenko (1959) und Bella Achmadulina.
Der nächste große Titel Katajews erschien 1967. Der heilige Brunnen wurde dahingehend interpretiert, dass er sich inzwischen mit dem Werk der großen westlichen Autoren Marcel Proust, James Joyce und Franz Kafka vertraut gemacht hatte. Die Träume und Erinnerungen des in Narkose liegenden Katajew bilden einen Stream of consciousness, der sich auch im Nachfolger Das Gras des Vergessens findet. Katajew blieb bis zu seinem Tod 1986 ein aktiver Autor.

## Zitat
„Jeder Schriftsteller muss, will er ernsthaft schöpferisch sein, ständig auf der Suche nach dem Neuen sein, es entdecken und in der Kunst bestätigen. Ein solcher Künstler muss sein eigenes Baumaterial, seine eigenen Wort-Ziegeln und seine eigene Architektonik haben.“

## Bücher
- 1927: Die Defraudanten (Roman)
- 1928: Die Quadratur des Kreises (Komödie)
- 1930: Avantgarde (Komödie)
- 1932: Im Sturmschritt Vorwärts! (Roman, 1965 verfilmt)
- 1936: Es blinkt ein einsam Segel (Roman)
- 1944: Seine Frau (Roman)
- 1945: Sohn des Regiments (Roman)
- 1949: In den Katakomben von Odessa (Roman)
- 1964: Die Zeiten der Liebe (Komödie)
- 1966: Der heilige Brunnen (Erinnerungen)
- 1967: Das Gras des Vergessens (Erinnerungen)
- 1973: Veilchen (Drama)
- 1978: Meine Diamantenkrone (Roman)
- Ich will Miussow sehen! (Komödie)
- Höllenqualen
- Lob der Dummheit
- Winterwind
- Kubik. Deutsch und mit einem Nachwort versehen von Swetlana Geier. Dörlemann Verlag, Zürich 2005. ISBN 978-3-908777-13-7
- Die Bekenntnisse meines alten Freundes Sascha Ptscholkin
- Das Echo der Kriegsjahre, Erzählungen, Skizzen, Notizen
- Die kleine eiserne Tür

## Filme
Katajews Werke bildeten weltweit Vorlagen für Filme (an einigen war er selbst als Drehbuchautor beteiligt), Dramatisierungen, Hörspiele („Die Messer“ von Manfred Janke, Süddeutscher Rundfunk, Mai 1981) und selbst Comics („Es blinkt ein einsam Segel“ von Günter Hain, 5 Folgen in Frösi 9/1976–1/1977). Gerhard Wimberger komponierte 1952/53 die „heitere Oper in 6 Bildern“ „Schaubudengeschichten“ nach einer Novelle Katajews.
- 1931: Der brave Sünder (Regie: Fritz Kortner, nach Die Defraudanten)
- 1937: Es blinkt ein einsam Segel (Regie: Wladimir Legoschin)
- 1954: Defraudanten (Regie: Leo Mittler)
- 1967: Ich will Mjussow sprechen (Regie: Rolf von Sydow)
- 1967: Valentin Katajews chirurgische Eingriffe in das Seelenleben des Dr. Igor Igorowitsch (Regie: Helmut Käutner)
- 1968: Quadratur des Kreises (Regie: Boleslaw Barlog)
- 1968: Die entführte Braut (Regie: Hubert Kreuz)
- 1971: Avantgarde (Theateraufzeichnung)
- 1972: Die Defraudanten (Fernsehfilm von Helmut Pfandler)
- 1979: Ein Ruhetag (Regie: Georg Ruest, Werner Kraut)
- 1984: Pension Butterpilz – Das Freizeitparadies (Regie: Hartmut Ostrowsky)